# Gran Turismo Sport
Gran Turismo Sport — гоночна відеогра, розроблена компанією Polyphony Digital і видана Sony для PlayStation 4. Вона була анонсована на Paris Games Week 2015. Це тринадцята гра в серії Gran Turismo та перша гра у серії яка вийшла на PlayStation 4. Вона була випущена у всьому світі в жовтні 2017 року, і отримала загалом позитивні відгуки від критиків.

## Ігровий процес
Подібно до своїх попередників, Gran Turismo Sport є гоночною грою і включає в себе два режими гри: "Спортивний режим" і "Аркадний режим". Онлайн-гонки також представлені у грі. На відміну від Gran Turismo 5 і Gran Turismo 6, в грі відсутня динамічна зміна погоди і зміна дня-ночі. Однак, гравці все ще мають можливість змінити час перегонів до початку гонки. Гра включає в себе 177 автомобілів та 27 конфігурацій трас на 19 локаціях для перегонів. Вперше в серії в грі представлені автомобілі Porsche, включені в гру після того, як Electronic Arts втратив свої ексклюзивні права на ліцензію бренда Porsche (попередні ігри Gran Turismo включали тільки RUF в якості заміни).

#### Режим Спорт
Спортивний режим складається з трьох щоденних гонок, які повторюються щотижня. Водії ранжуються по DR (рейтинг водія) і SR (рейтинг спортивної майстерності). Найвищий рівень індивідуального водія - A+ для рейтингу водія і S для рейтингу спортивної майстерності, а найнижчий - E для обох. Існує також спеціальний S Driver Rating, зарезервований для зіркових гравців (200 кращих в світі), і регулярний ліміт балансу продуктивності для автомобілів певної категорії, щоб зберегти гоночну чесність.

#### Чемпіонат FIA Gran Turismo
FIA прагне офіційно ратифікувати Онлайн Чемпіонат Gran Turismo на черговому засіданні Всесвітньої Ради Автоспорту. Два чемпіонати пройдуть одночасно протягом року: Кубок Націй, де гравці представляють свою країну, та Кубок виробників, де гравці представляють своїх улюблених виробників автомобілів. Після того, як відбудеться ратифікація, FIA буде управляти серією безпосередньо. Переможці чемпіонатів будуть відзначені на щорічній премії FIA в Парижі.
Поточні трансляції Світового фіналу в Монако перевищили 3 мільйони глядачів на різних каналах.

#### Live eSports events
Кубок націй і Кубок виробників будуть мати відкриті турніри, подібні до регіональних фіналів, що проходять у конкурсі GT Academy. Організовані онлайн-заходи планується проводити на регулярній основі.

#### Підтримка PlayStation VR
Спочатку було оголошено, що Gran Turismo Sport буде повністю сумісний з гарнітурою PlayStation VR. Творець гри Кадзунорі Ямауті, описав відчуття від гри як "дуже добре та реалістично". Однак пізніше було оголошено, що підтримка VR буде обмежена спеціальним режимом VR Tour Mode.

#### Партнерство з TAG Heuer
Polyphony Digital і TAG Heuer оголосили про партнерство для гри. TAG Heuer виступає в ролі годинника для Gran Turismo Sport, де її технологія Live Timing використовується для вимірювання часу всередині гри. Крім того, TAG Heuer інтегрований у музейну частину Gran Turismo Sport, демонструючи історію створення швейцарського годинника.

## Розробка та вихід гри
У інтерв'ю японському журналу Famitsu творець серії Gran Turismo Кадзунорі Ямауті зазначив, що "Gran Turismo Sport вийде на консолі PlayStation 4, можливо, через рік або два (з 2013 року)". Він також зазначив що вона буде заснована на тому ж фізичному рушії, який використовує Gran Turismo 6. У інтерв'ю журналу GamesTM Кадзунорі Ямауті згадав про випуск Gran Turismo Sport в 2016/2017 рр. Він також розповів про те, наскільки більш реалістичною гра буде на PlayStation 4 і наскільки простіше буде розвивати гру в порівнянні з Gran Turismo 6 на PlayStation 3. Пізніше Gran Turismo Sport була презентована  на Paris Games Week. Спочатку Sony стверджувала, що Sport - це окрема гра в серії, але Ямауті пізніше підтвердив, що це основна гра у серії.
Polyphony Digital зазначали, що Gran Turismo Sport має набагато кращі елементи геймплею завдяки підвищеній потужності PlayStation 4. Це перша гра в серії Gran Turismo, яка підтримує шолом віртуальної реальності PlayStation VR.
Незважаючи на скасування бета-тесту гри в 2016 році, закрите бета-тестування було проведено 17 березня 2017 року для деяких користувачів у Сполучених Штатах та Європі, щоб випробувати функції гри до моменту її виходу.
Камуї Кобаясі був одним із водіїв, які надавали технічну допомогу під час розробки гри.
Включення автомобілів Porsche в гру було оголошено 11 квітня 2017 року. Після закінчення ліцензії Electronic Arts на Porsche, Gran Turismo Sport відзначив перше появу Porsche у назві Gran Turismo.

#### Відкрите бета-тестування та вихід гри
13 липня 2017 року було оголошено що гра вийде 17 жовтня в Північній Америці. Безкоштовна демо-версія гри була запущена 9 жовтня. Демо-версія включали всі три режими гри: аркада, кампанія та спорт. Учасники PlayStation Plus могли попередньо завантажити демо гри 7 жовтня. Хоча гра є першою у серії яка підтримує PlayStation VR, демо-версія не включала цю функцію. Демо-версія також мала редактор livery для налаштування транспортних засобів та Scapes - фото режим. Більше мільйона чоловік зіграли у бета-версію.

#### Оновлення
22 грудня 2017 року GT Sport отримала своє перше важливе оновлення, яке повернуло в гру традиційну кампанії одиночної гри, як у попередніх іграх, у формі GT League, а також додали 15 нових автомобілів. Друге важливе оновлення було випущено 26 січня 2018 року. Воно містило 10 нових автомобілів, нову трасу (Монца) та нові макети доріг. Третє велике оновлення було випущено 28 лютого 2018 року. Воно містило 12 нових автомобілів, нові макети доріг і нові функції в GT League. Четверте оновлення було випущено 29 березня 2018 року. У ньому були представлені 13 нових автомобілів, нова група (Gr. 2) для трьох нових автомобілів GT500, нову трасу (Tsukuba) та нові функції в GT League. П'яте оновлення (30 квітня 2018 року) додало Toyota GR Supra Racing Concept до гри разом з трьома новими подіями GT League з "Garden" варіацією Circuit Dragon Trail. 30 травня відбувся випуск 6-го оновлення. Його основними новими функціями стали Circuit de la Sarthe (де проходять 24 години Ле-Мана) і дев'ять нових автомобілів, в тому числі 3 групи C Le Mans, дві з яких (Jaguar XJR-9 і Sauber Mercedes C9) виграли Ле-Ман в 1988 і 1989 роках. Липневе оновлення додало 8 нових автомобілів, таких як Mercedes AMG F1 W08 EQ Power+ і Ford GT LM Spec II Test Car разом із трасою Circuit de Sainte-Croix, а також новими подіями GT League. Серпневе оновлення додало 8 нових автомобілів, включаючи Shelby Daytona Coupe і Ford Mark IV з трасою Red Bull Ring, а також три нові події GT League. Вересневе оновлення додало 8 нових автомобілів, в тому числі 2 моделі Porsche GT3 і 3 JDM, разом з Fuji International Speedway, а також три нових події GT League. У десятому оновленні, 6-го листопада було додано 8 нових автомобілів, таких як три GT500 сезону 2008 року Super GT і Jaguar E-Type разом з Circuit De Barcelona-Catalunya, а також три нових події GT League.

## Оцінки
| Агрегатор  | Оцінка |
| ---------- | ------ |
| Metacritic | 75/100 |

| Видання                   | Оцінка  |
| ------------------------- | ------- |
| Destructoid               | 6/10    |
| Electronic Gaming Monthly | 6/10    |
| Game Informer             | 7.75/10 |
| GameRevolution            | [ 10 ]  |
| GameSpot                  | 8/10    |
| GamesRadar+               | [ 12 ]  |
| IGN                       | 7.5/10  |

### Нагороди
| Рік  | Назва                                                 | Категорія                                    | Результат | Ref           |
| ---- | ----------------------------------------------------- | -------------------------------------------- | --------- | ------------- |
| 2016 | Game Critics Awards                                   | Best Racing Game                             | Номінація | [ 14 ]        |
| 2016 | Gamescom 2016                                         | Best PlayStation 4 Game                      | Номінація | [ 15 ]        |
| 2016 | Gamescom 2016                                         | Best Racing Game                             | Номінація | [ 15 ]        |
| 2017 | Game Critics Awards                                   | Best Racing Game                             | Номінація | [ 16 ]        |
| 2017 | The Game Awards 2017                                  | Best Sports/Racing Game                      | Номінація | [ 17 ]        |
| 2018 | 21st Annual D.I.C.E. Awards                           | Racing Game of the Year                      | Номінація | [ 18 ]        |
| 2018 | National Academy of Video Game Trade Reviewers Awards | Game, Franchise Racing                       | Номінація | [ 19 ] [ 20 ] |
| 2018 | National Academy of Video Game Trade Reviewers Awards | Game, Simulation                             | Перемога  | [ 19 ] [ 20 ] |
| 2018 | National Academy of Video Game Trade Reviewers Awards | Innovation in Game Technology                | Номінація | [ 19 ] [ 20 ] |
| 2018 | National Academy of Video Game Trade Reviewers Awards | Song Collection                              | Номінація | [ 19 ] [ 20 ] |
| 2018 | National Academy of Video Game Trade Reviewers Awards | Song, Original or Adapted ("A Country Song") | Номінація | [ 19 ] [ 20 ] |
| 2018 | The Independent Game Developers' Association Awards   | Best Audio Design                            | Перемога  | [ 21 ] [ 22 ] |
| 2018 | The Independent Game Developers' Association Awards   | Best Racing Game                             | Номінація | [ 21 ] [ 22 ] |
| 2018 | The Independent Game Developers' Association Awards   | Best Social Game                             | Номінація | [ 21 ] [ 22 ] |

### Продажі
Gran Turismo Sport посів перше місце в чартах продажів ігор в Британії, продався накладом майже втричі більшим, ніж Forza Motorsport 7. Такі ж результати в Японії та Новой Зеландії, та 2 місце в Австралії. Протягом першого тижня продажу в Японії Gran Turismo Sport продалася накладом 150 286 екземплярів, що поставило її на перше місце на той час.
Гра була першим номером в японських чартах продажів,  другою в Європі, та п'ятою в США.
До травня 2018 року було продано близько 3,3 мільйона копій по всьому світу. Станом на грудень 2018 року в грі близько 7,5 мільйонів гравців по всьому світу.